# Dove si vola
Dove si vola (рус. Куда лететь) — дебютный мини-альбом Марко Менгони, победителя третьей части итальянского X-factor. Альбом выпущен 4 декабря 2009 года, сразу по окончании программы, на которой он занял первое место. Альбом получил платиновую награду Wind Music Awards 2010 и попал в список 50 самых продаваемых альбомов Италии за 2009 год.

## Список композиций
| №  | Название                                              | Музыка                                                                    | Длительность |
| -- | ----------------------------------------------------- | ------------------------------------------------------------------------- | ------------ |
| 1. | «Dove si vola»                                        | Bungaro - Saverio Grandi                                                  | 3:58         |
| 2. | «Man in the Mirror (оригинал Michael Jackson)»        | Glen Ballard - Siedah Garrett                                             | 4:06         |
| 3. | «Psycho Killer (оригинал Talking Heads)»              | David Byrne - Chris Frantz - Tina Weymouth                                | 3:20         |
| 4. | «Insieme a te sto bene (оригинал Lucio Battisti)»     | Lucio Battisti - Mogol                                                    | 3:19         |
| 5. | «L'amore si odia (оригинал Ноэми и Fiorella Mannoia)» | Diego Calvetti - Marco Ciappelli                                          | 2:52         |
| 6. | «Almeno tu nell'universo (оригинал Mia Martini)»      | Bruno Lauzi - Maurizio Fabrizio                                           | 4:04         |
| 7. | «Lontanissimo da te»                                  | Piero Calabrese - Massimo Calabrese - Roberto Procaccini - Marco Del Bene | 3:15         |

## Чарты
| Чарт (2009)   | Максимальная позиция |
| ------------- | -------------------- |
| FIMI (Италия) | 9                    |

### Сертификация
| Страна        | Сертификация | Продажи |
| ------------- | ------------ | ------- |
| FIMI (Италия) | Платиновый   | 70,000+ |